# Darvinizam
Darvinizam je višeznačni pojam koji se rabi i kao sinonim za modernu teoriju evolucije, ali i kako bi se objedinile sve Darwinove teorije.
Izraz je prvi upotrijebio Thomas H. Huxley 1860. godine.

### Članci
- Balabanić, Josip. 2009. Darvinizam u Hrvatskoj između znanosti i ideologije. Nova prisutnost. Kršćanski akademski krug. Zagreb. 7 (3): 373–404